# Liste der Veteranenminister Namibias
Dies ist eine Liste der Veteranenminister Namibias (englisch Minister of Veterans Affairs).
Der Minister für Veteranenangelegenheit wurde 2005 offiziell als Minister ohne Geschäftsbereich (englisch Minister Without Portfolio) vereidigt. Später wurde dieses Amt dem neu geschaffenen Veteranenministerium zugeteilt. Das Ministerium wurde 2015 aufgelöst; die Aufgabe unterstanden seitdem dem Vizepräsidenten und gingen 2020 im Verteidigungsministerium auf.

## Minister
| Nr.                                                                                               | Foto                                                              | Name                                                              | Lebensdaten                                                       | Partei                                                            | Kabinett                                                          | Amtszeit (Beginn)                                                 | Amtszeit (Ende)                                                   |
| Minister für Veteranenangelegenheiten Minister of Veteran Affairs                                 | Minister für Veteranenangelegenheiten Minister of Veteran Affairs | Minister für Veteranenangelegenheiten Minister of Veteran Affairs | Minister für Veteranenangelegenheiten Minister of Veteran Affairs | Minister für Veteranenangelegenheiten Minister of Veteran Affairs | Minister für Veteranenangelegenheiten Minister of Veteran Affairs | Minister für Veteranenangelegenheiten Minister of Veteran Affairs | Minister für Veteranenangelegenheiten Minister of Veteran Affairs |
| ------------------------------------------------------------------------------------------------- | ----------------------------------------------------------------- | ----------------------------------------------------------------- | ----------------------------------------------------------------- | ----------------------------------------------------------------- | ----------------------------------------------------------------- | ----------------------------------------------------------------- | ----------------------------------------------------------------- |
| 01                                                                                                |                                                                   | Ngarikutuke Tjiriange                                             | 1943–2021                                                         | SWAPO                                                             | Pohamba I                                                         | 2006                                                              | 2010                                                              |
| 02                                                                                                |                                                                   | Nickey Iyambo                                                     | 1936–2019                                                         | SWAPO                                                             | Pohamba II                                                        | 2010                                                              | 2015                                                              |
| Ministerium für Verteidigung und Veteranenangelegenheiten Ministry of Defence and Veteran Affairs |                                                                   |                                                                   |                                                                   |                                                                   |                                                                   |                                                                   |                                                                   |
| 03                                                                                                |                                                                   | Frans Kapofi                                                      | 1953–                                                             | SWAPO                                                             | Geingob II Mbumba Nandi-Ndaitwah                                  | 2020                                                              |                                                                   |